# Federico Zampaglione
Federico Zampaglione (Roma, 29 de juny de 1968) és un cantautor, guionista i director de cinema italià, líder de Tiromancino.

## Biografia
Va néixer a Roma el 29 de juny de 1968 en una família originària de Melito di Porto Salvo (Reggio de Calabria). Té un germà, Francesco, també cantant i músic, antic col·laborador de Tiromancino. No està relacionat amb el cantautor Fortunato Zampaglione.
L'any 1989 Zampaglione va ser un dels fundadors de Tiromancino, una banda que va publicar 4 àlbums fins a canviar de segell discogràfic l'any 2000. Amb l'àlbum La descrizione di un attimo i Tiromancino va obtenir el reconeixement de la crítica i del públic, també gràcies a la cançó Due destini, inclòs a la banda sonora de Le fate ignoranti de Ferzan Özpetek. Altres cançons famoses són Per me è importante, Imparare dal vento i Amore impossibile que compta amb la col·laboració del seu pare Domenico. Zampaglione va escriure i dirigir el videoclip de la cançó Un tempo piccolo.
L'any 2006 Federico va debutar en el món del cinema com a director, fent el seu primer llargmetratge, titulat Nero bifamiliare, projecte en el qual va implicar la seva parella, l'actriu Claudia Gerini. La pel·lícula es va estrenar als cinemes de Los Angeles el 16 de març de 2007. El mateix any Federico va participar al Festival de Sanremo amb Tiromancino, però no va poder situar-se entre els deu primers. El 2009 va col·laborar amb Fabri Fibra per al senzill Incomprensioni, inclòs a l'àlbum Chi vuole essere Fabri Fibra?. El 28 de setembre esdevé el pare de la Linda, que va tenir amb Claudia Gerini.
El maig de 2010, la seva segona pel·lícula, Shadow, es va estrenar als cinemes, presentada al festival de cinema de terror. El 2011 va escriure la música i la lletra del senzill Poi inventi il modo, inclòs a l'àlbum RossoNoemi de Noemi amb qui va fer duet durant L'essenziale tour. El 2012 va tornar darrere de la càmera amb la pel·lícula Tulpa - Perdizioni mortali, un thriller/pel·lícula de terror que torna a protagonitzar Claudia Gerini.
L'any 2013 va ser coautor de dues cançons que van competir al Festival de Sanremo: L'esperienza dell'amore, interpretada per Chiara i inclosa a l'àlbum Un posto nel mondo, i Onda che vai dels Almamegretta, inclosa a l'àlbum Controra. Tot i això, tots dos van ser descartats (segons el sistema, utilitzat també a l'edició del 2014, segons el qual cada artista que competia entre els campions hauria portat dues cançons de les quals tanmateix només una hauria continuat a la competició). El 2014 va escriure el senzill Sotto una buona stella per a Michele Bravi, el tema principal de la pel·lícula del mateix nom de i amb Carlo Verdone.
L'any 2015, juntament amb Eros Ramazzotti, va compondre 4 lletres per a l'àlbum Perfetto del mateix Ramazzotti: Sei un pensiero speciale, Tu gelosia, L'amore è un modo di vivere, Un'altra estate. El mateix any va dirigir el videoclip de la cançó Ci stai de Biagio Antonacci que va guanyar el Premi Roma Videoclip al millor vídeo i millor direcció. També va dirigir el vídeo musical I nani de Richard Benson. El 2016 va escriure la cançó Nel tuo disordine per l'album d'Alessandra Amoroso Vivere a colori i Niente è impossibile de Chiara Grispo, descartat en la fase final de Sanremo Giovani. L'any 2017 va publicar la seva primera novel·la per a Mondadori, Dove tutto è a metà, escrita juntament amb Giacomo Gensini.

## Vida privada
Va estar vinculat sentimentalment amb Claudia Gerini amb qui va tenir una filla.

## Discografia amb Tiromancino
- Vegeu Tiromancino

## Filmografia

### Director
Llargmetratges
- 2007 - Nero bifamiliare
- 2009 - Shadow
- 2013 - Tulpa - Perdizioni mortali
- 2021 - Morrison
- 2024 - The Well

Curtmetratges
- 2014 - Remember
- 2020 - Bianca
- 2020 - Bianca - Fase 2

Videoclip
- 2005 - Un tempo piccolo
- 2008 - Quasi 40
- 2011 - L'inquietudine di esistere
- 2015 - I nani
- 2016 - Piccoli miracoli
- 2023 - Due rose